# ふたりは最高♪大阪SHOW TIME
『ふたりは最高♪大阪SHOW TIME』（ふたりはさいこう おおさかショウタイム）は、近畿地方のNHK総合で公開放送されていたNHK大阪放送局製作の音楽バラエティ番組である。

## 概要
2011年に「かんさい特集」の枠で数回放送された『音楽のごちそう なにわ歌謡ステージ』のコンセプトを基礎として、2012年度から毎月1回の定時番組として放送が開始された。NHK大阪ホールなど、近畿地方のコンサートホールを舞台に、日本の歌手や音楽家から毎回2組をゲストに迎え、大阪市音楽団の生演奏をバックに歌や楽器演奏などが放送されていた。2014年1月30日の放送回（加山雄三・ゴスペラーズ出演）をもって最終回となった。

## 放送日
- 毎月原則として最終金曜 20時から20時45分
- 再放送
  - 2012年度：翌日土曜日 10時05分から10時50分
  - 2013年度：翌々日日曜日 13時05分から13時50分

いずれも近畿地方2府4県向け。なお最終金曜であっても季節編成などにより放送されない月や、地域によっては他の府県別編成で休止となる場合もある

## 放送リスト
- 2012年4月27日 - 八代亜紀・天童よしみ
- 2012年5月25日 - 堀内孝雄・石川さゆり
- 2012年8月31日 - 布施明・加藤登紀子
- 2012年10月26日 - 夏川りみ・クミコ
- 2013年1月25日 - 香西かおり・島津亜矢
- 2013年2月22日 - 八代亜紀・中村美律子
- 2013年2月22日 - 川中美幸・天童よしみ
- 2013年7月26日 - 森昌子・水森かおり
- 2013年9月27日 - 五木ひろし・坂本冬美
- 2013年11月29日 - 新沼謙治・氷川きよし
- 2014年1月31日 - 加山雄三・ゴスペラーズ